# Violet flow
「violet flow」（ヴァイオレット フロー）は、Ruppinaの楽曲。通算2作目のシングルとして、2003年3月5日にavex traxよりリリース。

## 解説
元々は限定シングル「Free Will/violet flow」の両A面収録曲として発表されたが、ファンからの強い要望でシングルカットされた。
カップリングの「violet flow 〜季節が君に近づくように〜」は2002年9月4日にインディーズレーベル「golgolgois」より札幌市内1店舗のみ500枚限定リリース（完売）したもので、本作で改めて収録された。

## 収録曲
1. violet flow [Original Mix] [4:50]
作詞：Mai Kudo / 作曲：Fumio Yasuda / 編曲：HΛL
日本テレビ系ドラマ『よい子の味方 〜新米保育士物語〜』挿入歌
2. violet flow [for TV-DRAMA Mix] [4:49]
3. violet flow 〜季節が君に近づくように〜 [4:41] 
作詞・作曲・編曲：mio
4. violet flow [Huge Remix] [5:21] 
編曲：Huge
5. violet flow [Orignal Mix 〜Instrumental〜][4:45]